# Фоконне, Жан Луи Франсуа
Жан-Луи Франсуа Фоконне (фр. Jean-Louis François Fauconnet; 1750—1819) — французский военный деятель, дивизионный генерал (1807 год), (1807 год), барон (1808 год), участник революционных и наполеоновских войн.
Имя генерала выбито на Триумфальной арке в Париже.

## Биография
Поступил на службу 29 марта 1766 года в роту жандармов Артуа. 18 июня 1770 года получил звание младшего лейтенанта кавалерии. 1 апреля 1776 года был включён в жандармы Монсеньора. 1 апреля 1788 года корпус жандармов был распущен. 15 апреля 1788 года был зачислен во 2-й карабинерский полк.
1 июня 1794 года произведён в полковники и назначен командиром 6-го драгунского полка. 10 июля 1796 года стал бригадным генералом.
В Австрийской кампании 1805 года сперва командовал 2-й бригадой 2-й дивизии тяжёлой кавалерии, а с 21 сентября – бригадой лёгкой кавалерии в составе 5-го армейского корпуса Великой Армии. Отличился в Аустерлицком сражении.
7 января 1807 года произведён в дивизионные генералы. С 11 ноября 1807 года был инспектором кавалерии в 25-м военном округе. 29 января 1808 года переводится в Антверпен, где служит до падения Империи. 1 июня 1814 года переводится на половинное жалование.
31 декабря 1814 года получает назначение в Лилль. В период Ста дней занимается организацией национальной гвардии Дюнкерка. 1 августа 1819 года вышел в отставку.

## Воинские звания
- Младший лейтенант (18 июня 1770  года);
- Лейтенант (29 марта 1781  года);
- Капитан (15 мая 1792 года);
- Полковник (1 июня 1794 года);
- Бригадный генерал (10 июля 1796 года);
- Дивизионный генерал (7 января 1807 года).

## Титулы

Герб барона.

- Барон Фоконне и Империи (фр. baron Fauconnet et de l'Empire; декрет от 19 марта 1808 года, патент подтверждён 2 июля 1808 года)[1].

## Награды
Легионер ордена Почётного легиона (11 декабря 1803 года)
 Коммандан ордена Почётного легиона (14 июня 1804 года)